# Sycharth Castle
Sycharth Castle är ett slott i Storbritannien.   Det ligger i kommunen Powys och riksdelen Wales, i den södra delen av landet, 250 km nordväst om huvudstaden London. Sycharth Castle ligger 143 meter över havet.
Terrängen runt Sycharth Castle är kuperad åt nordväst, men åt sydost är den platt. Runt Sycharth Castle är det ganska tätbefolkat, med 60 invånare per kvadratkilometer. Närmaste större samhälle är Oswestry, 9,4 km öster om Sycharth Castle. Trakten runt Sycharth Castle består i huvudsak av gräsmarker.